# Leptopelis viridis
Leptopelis viridis là một loài ếch thuộc họ Hyperoliidae.
Loài này có ở Bénin, Burkina Faso, Cameroon, Cộng hòa Dân chủ Congo, Bờ Biển Ngà, Gambia, Ghana, Guinea, Guiné-Bissau, Liberia, Niger, Nigeria, Senegal, Sierra Leone, Togo, có thể có ở Cộng hòa Trung Phi, Tchad, Mali và Sudan.
Môi trường sống tự nhiên của chúng là xavan khô, xavan ẩm, vùng cây bụi khô khu vực nhiệt đới hoặc cận nhiệt đới, vùng cây bụi ẩm khu vực nhiệt đới hoặc cận nhiệt đới, đồng cỏ khô nhiệt đới hoặc cận nhiệt đới vùng đất thấp, đồng cỏ nhiệt đới hoặc cận nhiệt đới vùng ngập nước hoặc lụt theo mùa, đầm nước ngọt có nước theo mùa, vùng đồng cỏ, vườn nông thôn, ao, và kênh đào và mương rãnh.